# Joachim Hartig
Joachim Hartig (* 24. Dezember 1928 in Hamburg; † 7. Juli 1999 in Wattenbek) war ein deutscher Philologe.
Joachim Hartig wurde 1965 mit der Arbeit „Die münsterländischen Rufnamen im späten Mittelalter“ zum Dr. phil. promoviert. Er leitete die Klaus-Groth-Forschungsstelle des Germanistischen Seminars an der Christian-Albrechts-Universität Kiel.

## Schriften
- Die münsterländischen Rufnamen im späten Mittelalter. Köln und Graz 1965
- Die Register der Willkommschatzung von 1498 und 1499 im Fürstbistum Münster. Münster 1976
- Das Leben Klaus Groths, von ihm selbst erzählt. Heide 1979
- Die Klaus-Groth-Forschungsstelle. Projekte und Arbeitsberichte 1979 bis 1982. Kiel 1982
- Wohin das Herz uns treibt. Die Tagebücher der Doris Groth geb. Finke. Mit Elvira Hartig. Heide 1985
- Heiteres von und über Klaus Groth. Ein Schmunzel-Brevier auf Hoch und Platt. Heide 1993
- Klaus Groth auf Capri. Die Chronik einer Winterreise. Heide 1996, ISBN 978-3-8042-0782-0

| Personendaten    | Personendaten                                      |
| ---------------- | -------------------------------------------------- |
| NAME             | Hartig, Joachim                                    |
| ALTERNATIVNAMEN  | Hartig, Joachim Christoph (vollständiger Name)     |
| KURZBESCHREIBUNG | deutscher germanistischer Literaturwissenschaftler |
| GEBURTSDATUM     | 24. Dezember 1928                                  |
| GEBURTSORT       | Hamburg                                            |
| STERBEDATUM      | 7. Juli 1999                                       |
| STERBEORT        | Wattenbek                                          |